# The Jon Spencer Blues Explosion

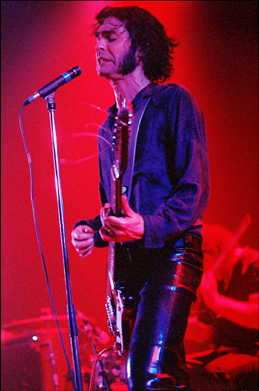
Jon Spencer (2006)

The Jon Spencer Blues Explosion (ou Blues Explosion) é um trio de rock alternativo norte-americano formado em 1991 na cidade de Nova Iorque.

## Membros
- Jon Spencer (vocal, guitarrista, teremim)
- Judah Bauer (guitarrista)
- Russell Simins (bateria)

## Discografia
- 1992: Jon Spencer Blues Explosion
- 1992: Crypt-Style
- 1993: Extra Width
- 1994: Orange
- 1996: Now I Got Worry
- 1998: ACME
- 1999: Xtra ACME ou ACME+
- 2002: Plastic Fang
- 2004: Damage
- 2006: Silver Monk Time (compilação: Jon Spencer/Solex com uma versão da canção de  Monk Complication)
- 2010: Dirty Shirt Rock 'N' Roll The First Ten Years